# 穆塔瓦基勒
穆塔瓦基勒（阿拉伯语：‎，al-Mutawakkil，822年3月—861年12月11日），阿拔斯王朝第十代哈里发（公元847年－861年在位），青年时代未任军政要职，但他对具有深远政治意义的宗教辩论极感兴趣。847年继瓦西格为哈里发时，他坚持伊斯兰教正统的立场，开始迫害所有非正统或非穆斯林的派别，拆除巴格达的犹太教会堂和基督教堂，夷平卡尔巴拉的胡笙·本·阿里（什叶派殉教者）祠，并且禁止到该城朝圣。他不但恢复关于基督教徒和犹太教徒必须穿特殊服装的旧法令，而且更加严格执行。
統治期間，改善突厥軍閥跋扈現象，推行良好政治的哈里發。他整頓官僚制度，壓制突厥奴隸軍閥，獎勵正統回教信仰，取消穆塔西拉派教義，並壓制什葉派與基督教徒。
他在对付外部敌人方面却没有那么成功，虽然他并未大片失去领土，大他必须经常派兵征讨行省中的叛乱。对拜占庭人的战争依然断断续续的进行，但亦无胜负之分。他继续执行依赖突厥军人古拉姆的危险政策，结果，感情疏远的长子穆恩塔西尔害怕失去继承权，遂教唆突厥军人将他杀害。

## 家庭
- 父：穆阿台绥姆，阿拔斯王朝第八任哈里发
- 母：舒贾（Shuja），花剌子模女奴[1]
- 同父异母兄弟：瓦提克，阿拔斯王朝第九任哈里发

## 其人之起源以及继位之前的人生
穆塔瓦基勒是穆阿台绥姆之子，生于822年二月至三月之间，其母是来自于花剌子模女奴舒贾，因为在他继位之前穆塔瓦基勒并未深度干预阿拔斯朝廷内的政治，故他早日的生活鲜为人知。直到847年其兄瓦提克去世，穆塔瓦基勒登上哈里发宝位。

## 穆塔瓦基勒的统治生涯
瓦提克之死出人意料，谁说他有一幼子，但他并未指定其幼子为后继者。因此宫廷内的主要官员，包括维齐尔穆罕默德.伊本.阿尔扎亚，首席卡迪（大法官）阿赫迈德.伊本.阿比.杜瓦德，突厥将领伊塔赫和"突厥人"瓦希夫，众人聚在一起商讨哈里发的后继人。伊本.阿尔扎亚最初提议让瓦提克之子穆罕默德（即后来的穆赫塔迪）继位，但是穆赫塔迪当时过于年幼，这个提议最终被忽略。众人最后选择了26岁的贾法尔，而其登基后便成了新的哈里发，即我们所知的穆塔瓦基勒。众人希望穆塔瓦基勒能成为向瓦提克一样容易被操纵的傀儡，但事实是穆塔瓦基勒决意恢复哈里发的权威及独立性，并且打算彻底将其父搞出的文武官僚小圈子连根拔起。
伊本.阿尔扎亚当时成为了穆塔瓦基勒的第一个目标，因其对继位前的哈里发本人言行不逊，使得穆塔瓦基勒心怀愤懑。根据阿尔塔巴里的说法，瓦提克曾对其弟报以愤怒且怀疑的态度，穆塔瓦基勒因此拜访了伊本.阿尔扎亚，希望能说法他，让他在兄弟之间调解。但伊本.阿尔扎亚不仅令他久久等待，直到其写完信件才接待他；而且其甚至在众人面前嘲笑穆塔瓦基勒，居然要依靠他来调节兄弟的矛盾。在令穆塔瓦基勒沮丧的离开后，伊本.阿尔扎亚在给哈里发的信件中抱怨其弟弟的外表，认为其头发太长，穿着有如女子。结果瓦提克将其弟传唤至宫内，穆塔瓦基勒穿着全新的礼服前来，希望能够平息其兄的怒气，而相反的是瓦提克却将其长发剪下，当众用头发扇其弟的面庞。穆塔瓦基勒之后坦言，其一生不曾有过如此大辱。因此在847年9月22日，他命伊塔赫召伊本.阿尔扎亚入朝，要求其觐见哈里发。而事实则是伊本.阿尔扎亚最后被带去伊塔赫的住所，并在此地被软禁，最后被折磨致死。
在伊本.阿尔扎亚死后，伊塔赫达到了其事业的顶峰，他兼任大内侍（ḥājib），宫内侍卫长官，宫廷特使以及情治（barīd）长官，掌管政府内部的情报网。然而在848年，他被劝服放下全部公职前去麦加朝觐，而在其返回巴格达时则被逮捕并被抄家，仅在其家宅中就抄出了100万仅第纳尔，在849年12月21日，伊塔赫在狱中被活活渴死。
哈里发之后从监狱中释放了著名的法学家艾哈迈德.伊本.罕百里.伊本.希拉尔.伊本.阿萨德.阿尔.昔班尼，他反对穆尔太齐赖认为古兰经并非人为写成的观点，同时其也是后世罕百里学派的创始人。他因其观点而被前几任哈里发马蒙，其父穆阿台绥木，以及其兄瓦提克所囚禁。
在当时曾有一位叫做穆罕默德.伊本.阿尔法拉杰.阿尔尼沙布尔的人宣称其本人乃先知，他和他的部分信众在巴格达被捕，并死于850年6月18日。
伊斯兰教纪元236年(即850年)，穆塔瓦基勒颁布法令，要求包括耶路撒冷和凯撒利亚的所有的基督徒与犹太人带上蜂蜜黄色的头巾与腰带以分别于穆斯林。
伊斯兰教纪元237年(即851年)，亚美尼亚人起义并杀死了阿拔斯在此地的总督，穆塔瓦基勒派遣将领布格哈.阿尔卡比尔前去处理，次年布格哈便占领第比利斯，生擒伊沙克.伊本.伊斯玛仪，并处死了叛军领袖，同年拜占庭海军突袭了埃及的达米埃塔地区。
伊斯兰教纪元240年(即854年),霍姆斯的治安长官因杀死了一位著名的煽动起事的民间人士而被暴民驱逐出霍姆斯，穆塔瓦基勒于是任命了另一人为当地的治安长官。第二年民众起事反对信任的治安长官，穆塔瓦基勒于是坚定地镇压了该次叛乱。由于有基督徒参与到第二轮的起事当中，穆塔瓦基勒便驱逐了霍姆斯地区所有的基督徒。
同年哈里发坚定地弹压了居住在上埃及的贝雅人，这些人原本因其所有的金矿而缴税，但他们突然中止了缴税并将当地矿内的穆斯林劳工赶走并恐吓上埃及当地的居民。哈里发派遣了阿尔.屈米去恢复当地的秩序，屈米派出了带有补给的七艘船只以保证他们的人能在当地偏远而糟糕的地形中存活下来，他们重夺了金矿并且进军贝雅王室所处的大本营，并且在战场上击败了贝雅人的王。贝雅人于是恢复对阿拔斯哈里发缴纳税款。
856年2月23日，阿拔斯与东罗马帝国交换了俘虏，同样的事情在四年以后再次发生。
穆塔瓦基勒的统治因为他的许多改革而为人所记，并被视为阿拔斯王朝的黄金时代，而他也是阿拔斯王朝最后一位伟大的哈里发，在其死后，帝国逐渐开始沉沦。

## 穆塔瓦基勒之死
穆塔瓦基勒延续了先人的做法，依赖突厥的官僚和马穆鲁克来镇压叛乱和敌国作战（尤其是东罗马帝国）。他的突厥秘书，阿尔.法特.伊本.喀汗在当时极为著名。哈里发对突厥士兵的长期依赖令他遭受其害，他杀害了突厥人的指挥官，以及对什叶派的强硬态度使得这位哈里发名声一落千丈。
849/850年，穆塔瓦基勒任命他的长子蒙塔塞尔作为他的继承人，但慢慢地因为其秘书阿尔法特和维齐尔乌拜德.阿拉.伊本.叶海亚.伊本.喀汗的鼓动他又逐渐偏爱起他的次子穆塔兹。因为蒙塔塞尔有着突厥人和马格里布卫队的支持，而穆塔兹的宣称权也同样受到阿拔斯的精英们支持，二子争宠的矛盾逐渐从家事之争延伸至了国事之争。在861年晚秋，矛盾逐渐爆发，穆塔瓦基勒在十月抄了瓦希夫的家，并将他的家产赠与了阿尔.法特。突厥将领们人人自危，决意刺杀哈里发，而这一切受到了遭受过哈里发一连串羞辱的蒙塔塞尔的默许。在12月5日，在阿尔法特和乌拜德.阿拉的推荐下，穆塔瓦基勒决定跳过蒙塔塞尔，让穆塔兹主导斋月结束后的周五礼拜。而三日后，穆塔瓦基勒自觉不适，便想让蒙塔塞尔代替他去参加周五的礼拜，而此时乌拜德再次谏言，说服穆塔瓦基勒去亲自参加。更糟糕的是，根据阿尔塔巴里的说法，第二日穆塔瓦基勒对蒙塔塞尔恶语相向，并且威胁要杀死他，还让阿尔法特掌掴其面部。随着瓦希夫周围的流言逐渐发酵，密谋者们决定发起行动。
根据阿尔塔巴里的说法，当时流传着这么一个故事。据说阿尔法特和乌拜德被一位突厥女性警告相关的密谋存在，二者当时不予理会，认为没人敢实行如此的阴谋。但12月10/11日晚，突厥军人突然闯入哈里发和阿尔法特正在用晚膳的房间，阿尔法特为了保护哈里发当场被杀，哈里发在之后也不幸蒙难。起初蒙塔塞尔宣称阿尔法特谋杀了他的父亲，此人于之后也被杀；但是不久之后，官方的说法突然大变，认定是穆塔瓦基勒在饮用饮品时窒息身亡。而这位哈里发被杀开启了萨迈拉无政府时期，这个时期一直持续到870年，使得阿拔斯王朝的政权濒临解体。